# Concatedral de Santa María de la Isla
La Iglesia de Santa María de la Isla (en inglés: St Mary Of The Isle Church) es el nombre que recibe un edificio religioso que pertenece a la Iglesia Católica y se encuentra ubicado en la calle Hill de la ciudad de Douglas, la capital de la Isla de Man, una dependencia de la Corona Británica.
El templo fue terminado en 1859, sigue el rito romano o latino y es parte de la jurisdicción de la diócesis de Liverpool (Archidioecesis Liverpolitanus) que también incluye el noroeste de Inglaterra, en el Reino Unido y que fue creada mediante el breve apostólico "Universalis Ecclesiae" por el papa Pío IX.
El órgano de la Iglesia que tiene más de 100 años fue restaurado en 2006 por Peter Jones.
En septiembre de 2023 Santa María de la Isla fue reconocida como concatedral de la arquidiócesis de Liverpool.